# Segunda División A
De Segunda División A, ook wel LaLiga2 genoemd, is de op een na hoogste Spaanse voetbalcompetitie. Deze wordt door sponsorrechten La Liga Hypermotion genoemd. Door afspraken met de Andorrese voetbalbond mag FC Andorra meespelen in de Spaanse competitie. Huidig kampioen is Granada CF.
De 22 clubs in de Segunda División spelen een complete competitie met heen- en terugwedstrijden om te bepalen welke club zich kampioen van de Segunda A mag noemen. Sinds het seizoen 2010-2011 promoveren enkel de bovenste twee clubs aan het einde van het seizoen rechtstreeks naar de Primera División. De derde promovendus wordt bepaald aan de hand van play-offs, gespeeld tussen het derde, vierde, vijfde en zesde team in de reguliere eindstand. De play-offs worden gespeeld in twee ronden met heen- en terugwedstrijden. In de eerste ronde speelt de nummer drie tegen de nummer zes en de nummer vier tegen de nummer vijf. De hoogst geklasseerde teams hebben thuisvoordeel bij de terugwedstrijden. De winnaars van de eerste ronde spelen vervolgens de finale, die bestaat uit een heen- en terugwedstrijd, waarbij het hoogst geklasseerde team thuisvoordeel heeft bij de terugwedstrijd. De winnaar van de finale promoveert samen met de nummers één en twee naar de Primera División. Zij nemen de plaatsen in van de nummers 18, 19 en 20 die rechtstreeks degraderen uit de genoemde Primera División.
De onderste vier clubs uit de Segunda División A, de nummers 19 t/m 22, degraderen aan het einde van het seizoen naar de Primera División RFEF en worden vervangen door vier clubs uit die divisie. Deze clubs promoveren door middel van een nacompetitie, gehouden tussen de vier beste teams van iedere regionale groep.
Een speciaal gegeven zijn de filialen of B-ploegen van de deelnemers uit de Primera División. Deze ploegen kunnen zich inschrijven op het tweede niveau van het Spaanse voetbal zonder over de mogelijkheid te beschikken om te promoveren naar de Primera División en zonder deel te kunnen nemen aan de play-offs om promotie. Dit is voor de laatste maal gebeurd tijdens het seizoen 2010-2011 toen Barça Atlètic op de derde plaats eindigde. In de play-offs om promotie werden zij vervangen door Real Valladolid, dat op de zevende plaats was geëindigd. Ook de bepaling van de degradanten kan beïnvloed worden. Dit is het geval wanneer een filiaal of B-ploeg zich sportief heeft kunnen handhaven, maar de A-ploeg zijn behoud niet heeft kunnen afdwingen in de Primera División. In dit geval degradeert het filiaal of B-ploeg eveneens en handhaaft de best geplaatste degradant zich op het tweede niveau van het Spaanse voetbal.

## Overzicht van clubs in het seizoen 2024/25
| Team                | Locatie                | Stadion                   | Capaciteit | Eindklassering 2023/24         |
| ------------------- | ---------------------- | ------------------------- | ---------- | ------------------------------ |
| Albacete            | Albacete               | Carlos Belmonte           | 17.524     | Dertiende plaats               |
| Almería             | Almería                | Juegos Mediterráneos      | 15.000     | Gedegradeerd Primera División  |
| Burgos              | Burgos                 | Estadio El Plantío        | 12.194     | Negende plaats                 |
| Cádiz               | Cádiz                  | Ramón de Carranza         | 25.033     | Gedegradeerd Primera División  |
| Cartagena           | Cartagena              | Cartagonova               | 15.105     | Veertiende plaats              |
| Córdoba             | Córdoba                | Nuevo Arcángel            | 20.989     | Promotie Primera División RFEF |
| Deportivo La Coruña | A Coruña               | Riazor                    | 32.660     | Promotie Primera División RFEF |
| Eibar               | Eibar                  | Ipurua                    | 8.164      | Derde plaats                   |
| Elche               | Elche                  | Manuel Martínez Valero    | 33.732     | Elfde plaats                   |
| Eldense             | Elda                   | Nuevo Pepico Amat         | 4.036      | Zestiende plaats               |
| Ferrol              | Ferrol                 | Da Malata                 | 12.043     | Tiende plaats                  |
| Granada             | Granada                | Nuevo Los Cármenes        | 22.524     | Gedegradeerd Primera División  |
| Huesca              | Huesca                 | El Alcoraz                | 8.000      | Zeventiende plaats             |
| Levante             | Valencia               | Ciutat de València        | 25.354     | Achtste plaats                 |
| Málaga              | Málaga                 | La Rosaleda               | 30.044     | Promotie Primera División RFEF |
| Mirandés            | Miranda de Ebro        | Anduva                    | 5.759      | Achttiende plaats              |
| Oviedo              | Oviedo                 | Carlos Tartiere           | 30.500     | Zesde plaats                   |
| Santander           | Santander              | El Sardinero              | 22.222     | Zevende plaats                 |
| Sporting Gijón      | Gijón                  | El Molinón                | 29.029     | Vijfde plaats                  |
| Tenerife            | Santa Cruz de Tenerife | Heliodoro Rodríguez López | 22.824     | Twaalfde plaats                |
| Zaragoza            | Zaragoza               | La Romareda               | 34.596     | Vijftiende plaats              |

## Overzicht seizoenen
| Seizoen | Kampioen                                                      | Runner-up                                                      | Overige gepromoveerde teams             |
| ------- | ------------------------------------------------------------- | -------------------------------------------------------------- | --------------------------------------- |
| 28-29   | Sevilla FC (geen promotie)                                    | Real Zaragoza (geen promotie)                                  |                                         |
| 29-30   | Deportivo Alavés                                              | Sporting Gijon (geen promotie)                                 |                                         |
| 30-31   | Valencia CF                                                   | Sevilla FC (geen promotie)                                     |                                         |
| 31-32   | Real Betis                                                    | Real Oviedo (geen promotie)                                    |                                         |
| 32-33   | Real Oviedo                                                   | Atlético Madrid (geen promotie)                                |                                         |
| 33-34   | Sevilla FC                                                    | Atlético Madrid                                                |                                         |
| 34-35   | Hércules CF                                                   | CA Osasuna                                                     |                                         |
| 35-36   | Celta de Vigo                                                 | Real Zaragoza                                                  |                                         |
| 39-40   | Real Murcia                                                   | Deportivo La Coruña                                            |                                         |
| 40-41   | Granada CF                                                    | Real Sociedad                                                  | CD Castellón, Deportivo La Coruña       |
| 41-42   | Real Betis                                                    | Real Zaragoza                                                  |                                         |
| 42-43   | CE Sabadell                                                   | Real Sociedad                                                  |                                         |
| 43-44   | Sporting Gijón                                                | Real Murcia                                                    |                                         |
| 44-45   | CD Alcoyano                                                   | Hércules CF                                                    | Celta de Vigo                           |
| 45-46   | CE Sabadell                                                   | Deportivo La Coruña                                            |                                         |
| 46-47   | CD Alcoyano                                                   | Gimnàstic de Tarragona                                         | Real Sociedad                           |
| 47-48   | Real Valladolid                                               | Deportivo La Coruña                                            |                                         |
| 48-49   | Real Sociedad                                                 | CD Málaga                                                      |                                         |
| Seizoen | Kampioen Noordelijke Groep                                    | Kampioen Zuidelijke Groep                                      | Overige gepromoveerde teams             |
| 49-50   | Racing Santander                                              | CD Alcoyano                                                    | UE Lleida, Real Murcia                  |
| 50-51   | Sporting Gijón                                                | Moghreb Athletic Tétouan                                       | Real Zaragoza, UD Las Palmas            |
| 51-52   | Real Oviedo                                                   | CD Málaga                                                      |                                         |
| 52-53   | CA Osasuna                                                    | Real Jaén                                                      |                                         |
| 53-54   | Deportivo Alavés                                              | UD Las Palmas                                                  | Hércules CF, CD Málaga                  |
| 54-55   | Cultural Leonesa                                              | Real Murcia                                                    |                                         |
| 55-56   | CA Osasuna                                                    | Real Jaén                                                      | Real Zaragoza, CD Condal                |
| 56-57   | Sporting Gijón                                                | Granada CF                                                     |                                         |
| 57-58   | Real Oviedo                                                   | Real Betis                                                     |                                         |
| 58-59   | Real Valladolid                                               | Elche CF                                                       |                                         |
| 59-60   | Racing Santander                                              | RCD Mallorca                                                   |                                         |
| 60-61   | CA Osasuna                                                    | CD Tenerife                                                    |                                         |
| 61-62   | Deportivo La Coruña                                           | Córdoba CF                                                     | Real Valladolid, CD Málaga              |
| 62-63   | Pontevedra CF                                                 | Real Murcia                                                    | Levante UD, RCD Espanyol                |
| 63-64   | Deportivo La Coruña                                           | UD Las Palmas                                                  |                                         |
| 64-65   | Pontevedra CF                                                 | RCD Mallorca                                                   | CE Sabadell, CD Málaga                  |
| 65-66   | Deportivo La Coruña                                           | Hércules CF                                                    | Granada CF                              |
| 66-67   | Real Sociedad                                                 | CD Málaga                                                      | Real Betis                              |
| 67-68   | Deportivo La Coruña                                           | Granada CF                                                     |                                         |
| Seizoen | Kampioen                                                      | Runner-up                                                      | Overige gepromoveerde teams             |
| 68-69   | Sevilla FC                                                    | Celta de Vigo                                                  | RCD Mallorca                            |
| 69-70   | Sporting Gijón                                                | CD Málaga                                                      | RCD Espanyol                            |
| 70-71   | Real Betis                                                    | Burgos CF                                                      | Deportivo La Coruña, Córdoba CF         |
| 71-72   | Real Oviedo                                                   | CD Castellón                                                   | Real Zaragoza                           |
| 72-73   | Real Murcia                                                   | Elche CF                                                       | Racing Santander                        |
| 73-74   | Real Betis                                                    | Hércules CF                                                    | UD Salamanca                            |
| 74-75   | Real Oviedo                                                   | Racing Santander                                               | Sevilla FC                              |
| 75-76   | Burgos CF                                                     | Celta de Vigo                                                  | CD Málaga                               |
| 76-77   | Sporting Gijón                                                | Cádiz CF                                                       | Rayo Vallecano                          |
| 77-78   | Real Zaragoza                                                 | Recreativo Huelva                                              | Celta de Vigo                           |
| 78-79   | UD Almería                                                    | CD Málaga                                                      | Real Betis                              |
| 79-80   | Real Murcia                                                   | Real Valladolid                                                | CA Osasuna                              |
| 80-81   | CD Castellón                                                  | Cádiz CF                                                       | Racing Santander                        |
| 81-82   | Celta de Vigo                                                 | UD Salamanca                                                   | CD Málaga                               |
| 82-83   | Real Murcia                                                   | Cádiz CF                                                       | RCD Mallorca                            |
| 83-84   | Real Madrid Castilla (geen promotie, reserveteam Real Madrid) | Bilbao Athletic (geen promotie, reserveteam Athletic Bilbao)   | Hércules CF, Racing Santander, Elche CF |
| 84-85   | UD Las Palmas                                                 | Cádiz CF                                                       | Celta de Vigo                           |
| 85-86   | Real Murcia                                                   | CE Sabadell                                                    | RCD Mallorca                            |
| 86-87   | Valencia CF                                                   | CD Logroñés                                                    | Celta de Vigo                           |
| 87-88   | CD Málaga                                                     | Elche CF                                                       | Real Oviedo                             |
| 88-89   | CD Castellón                                                  | Rayo Vallecano                                                 | RCD Mallorca, CD Tenerife               |
| 89-90   | Burgos CF                                                     | Real Betis                                                     | RCD Espanyol                            |
| 90-91   | Albacete Balompié                                             | Deportivo La Coruña                                            |                                         |
| 91-92   | Celta de Vigo                                                 | Rayo Vallecano                                                 |                                         |
| 92-93   | UE Lleida                                                     | Real Valladolid                                                | Racing Santander                        |
| 93-94   | RCD Espanyol                                                  | Real Betis                                                     | SD Compostela                           |
| 94-95   | Mérida UD                                                     | Rayo Vallecano                                                 | UD Salamanca                            |
| 95-96   | Hércules CF                                                   | CD Logroñés                                                    | CF Extremadura                          |
| 96-97   | Mérida UD                                                     | UD Salamanca                                                   | RCD Mallorca                            |
| 97-98   | Deportivo Alavés                                              | CF Extremadura                                                 | Villarreal CF                           |
| 98-99   | Málaga CF                                                     | Atlético Madrid B (geen promotie, reserveteam Atlético Madrid) | CD Numancia, Sevilla FC, Rayo Vallecano |
| 99-00   | UD Las Palmas                                                 | CA Osasuna                                                     | Villarreal CF                           |
| 00-01   | Sevilla FC                                                    | Real Betis                                                     | CD Tenerife                             |
| 01-02   | Atlético Madrid                                               | Racing Santander                                               | Recreativo Huelva                       |
| 02-03   | Real Murcia                                                   | Real Zaragoza                                                  | Albacete Balompié                       |
| 03-04   | Levante UD                                                    | CD Numancia                                                    | Getafe CF                               |
| 04-05   | Cádiz CF                                                      | Celta de Vigo                                                  | Deportivo Alavés                        |
| 05-06   | Recreativo Huelva                                             | Gimnàstic de Tarragona                                         | Levante UD                              |
| 06-07   | Real Valladolid                                               | UD Almería                                                     | Real Murcia                             |
| 07-08   | CD Numancia                                                   | Málaga CF                                                      | Sporting Gijón                          |
| 08-09   | CD Xerez                                                      | CD Tenerife                                                    | Real Zaragoza                           |
| 09-10   | Real Sociedad                                                 | UD Levante                                                     | Hércules CF                             |
| 10-11   | Real Betis                                                    | Rayo Vallecano                                                 | Granada CF                              |
| 11-12   | Deportivo La Coruña                                           | Celta de Vigo                                                  | Real Valladolid                         |
| 12-13   | Elche CF                                                      | Villarreal CF                                                  | UD Almería                              |
| 13-14   | Eibar                                                         | Deportivo La Coruña                                            | Córdoba CF                              |
| 14-15   | Real Betis                                                    | Sporting Gijón                                                 | UD Las Palmas                           |
| 15-16   | Deportivo Alavés                                              | CD Leganés                                                     | CA Osasuna                              |
| 16-17   | Levante UD                                                    | Girona FC                                                      | Getafe CF                               |
| 17-18   | Rayo Vallecano                                                | SD Huesca                                                      | Real Valladolid                         |
| 18-19   | CA Osasuna                                                    | Granada CF                                                     | RCD Mallorca                            |
| 19-20   | SD Huesca                                                     | Cádiz CF                                                       | Elche CF                                |
| 20-21   | RCD Espanyol                                                  | RCD Mallorca                                                   | Rayo Vallecano                          |
| 21-22   | UD Almería                                                    | Real Valladolid                                                | Girona FC                               |
| 22-23   | Granada CF                                                    | UD Las Palmas                                                  | Deportivo Alavés                        |
| 23-24   | CD Leganés                                                    | Real Valladolid                                                | RCD Espanyol                            |
| 24-25   | Levante UD                                                    | Elche CF                                                       | Real Oviedo                             |

## Eeuwige ranglijst
- De clubs die vetgedrukt zijn spelen in het seizoen 2025-2026 in de Segunda División A.

| Club                      | Stad                       | /91 | Periode (1929-2026) |
| ------------------------- | -------------------------- | --- | --- |
| Real Murcia               | Murcia                     | 53  | 1929-1936, 1939-1940, 1941-1944, 1947-1950, 1951-1955, 1956-1963, 1965-1970, 1972-1973, 1975-1976, 1977-1980, 1981-1983, 1985-1986, 1989-1992, 1993-1994, 2000-2003, 2004-2007, 2008-2010, 2011-2014 |
| Sporting Gijon            | Gijón                      | 53  | 1928-1936, 1939-1944, 1948-1951, 1954-1957, 1959-1970, 1976-1977, 1998-2008, 2012-2015, 2017-.... |
| CD Tenerife               | Santa Cruz de Tenerife     | 48  | 1953-1961, 1962-1968, 1971-1978, 1983-1986, 1987-1989, 1999-2001, 2002-2009, 2010-2011, 2013-2025 |
| CE Sabadell               | Sabadell                   | 44  | 1933-1936, 1939-1943, 1945-1946, 1949-1963, 1964-1965, 1972-1975, 1977-1983, 1984-1986, 1988-1993, 2011-2015, 2020-2021                                                                              |
| Hércules CF               | Alicante                   | 43  | 1934-1935, 1942-1945, 1946-1954, 1956-1959, 1960-1966, 1967-1968, 1970-1974, 1982-1984, 1986-1988, 1993-1996, 1997-1999, 2005-2010, 2011-2014                                                        |
| Cádiz CF                  | Cádiz                      | 43  | 1935-1936, 1939-1943, 1955-1969, 1970-1977, 1978-1981, 1982-1983, 1984-1985, 1993-1994, 2003-2005, 2006-2008, 2009-2010, 2016-2020, 2024-....                                                        |
| Deportivo La Coruña       | A Coruña                   | 43  | 1928-1936, 1939-1941, 1945-1946, 1947-1948, 1957-1962, 1963-1964, 1965-1966, 1967-1968, 1973-1974, 1975-1980, 1981-1991, 2011-2012, 2013-2014, 2018-2020, 2024-....                                  |
| CD Castellón              | Castellón de la Plana      | 43  | 1930-1933, 1939-1941, 1947-1950, 1953-1957, 1960-1961, 1966-1968, 1969-1972, 1974-1981, 1982-1989, 1991-1994, 2005-2010, 2020-2021, 2024-....                                                        |
| Real Oviedo               | Oviedo                     | 42  | 1928-1933, 1950-1952, 1954-1958, 1965-1972, 1974-1975, 1976-1978, 1979-1988, 2001-2003, 2015-2025 |
| Elche CF                  | Elche                      | 41  | 1934-1936, 1939-1940, 1941-1943, 1949-1950, 1958-1959, 1971-1973, 1978-1984, 1985-1988, 1989-1991, 1997-1998, 1999-2013, 2015-2017, 2018-2020, 2023-2025                                             |
| Levante UD                | Valencia                   | 41  | 1939-1942, 1946-1952, 1954-1955, 1956-1963, 1965-1968, 1973-1974, 1976-1977, 1979-1982, 1989-1991, 1996-1998, 1999-2004, 2005-2006, 2008-2010, 2016-2017, 2022-2025                                  |
| Racing Santander          | Santander                  | 39  | 1940-1943, 1944-1947, 1948-1950, 1955-1960, 1962-1968, 1970-1973, 1974-1975, 1979-1981, 1983-1984, 1987-1990, 1991-1993, 2001-2002, 2012-2013, 2014-2015, 2019-2020, 2022-....                       |
| Real Valladolid           | Valladolid                 | 38  | 1934-1936, 1939-1944, 1947-1948, 1958-1959, 1961-1962, 1964-1970, 1971-1980, 1992-1993, 2004-2007, 2010-2012, 2014-2018, 2021-2022, 2023-2024, 2025-....                                             |
| Recreativo Huelva         | Huelva                     | 38  | 1939-1940, 1957-1958, 1959-1960, 1961-1968, 1974-1978, 1979-1990, 1998-2002, 2003-2006, 2009-2015 |
| Rayo Vallecano            | Madrid                     | 38  | 1956-1961, 1965-1977, 1980-1984, 1985-1989, 1990-1992, 1994-1995, 1997-1999, 2003-2004, 2008-2011, 2016-2018, 2019-2021                                                                              |
| Deportivo Alavés          | Vitoria-Gasteiz            | 38  | 1928-1930, 1933-1934, 1939-1940, 1941-1943, 1951-1954, 1956-1960, 1961-1964, 1968-1969, 1974-1983, 1995-1998, 2003-2005, 2006-2009, 2013-2016, 2022-2023                                             |
| CA Osasuna                | Pamplona                   | 37  | 1932-1935, 1939-1944, 1949-1953, 1954-1956, 1960-1961, 1963-1968, 1969-1970, 1972-1974, 1975-1976, 1977-1980, 1994-2000, 2014-2016, 2017-2019                                                        |
| Real Mallorca             | Palma                      | 37  | 1939-1940, 1944-1948, 1949-1954, 1959-1960, 1963-1965, 1966-1969, 1970-1975, 1981-1983, 1984-1986, 1988-1989, 1992-1997, 2013-2017, 2018-2019, 2020-2021                                             |
| Racing Ferrol             | Ferrol                     | 36  | 1934-1935, 1939-1943, 1944-1960, 1966-1972, 1978-1979, 2000-2003, 2004-2006, 2007-2008, 2023-2025 |
| Granada CF                | Granada                    | 35  | 1934-1936, 1939-1941, 1945-1957, 1961-1966, 1967-1968, 1976-1981, 1983-1985, 1987-1988, 2010-2011, 2017-2019, 2022-2023, 2024-....                                                                   |
| Córdoba CF                | Córdoba                    | 35  | 1956-1962, 1969-1971, 1972-1978, 1981-1983, 1999-2005, 2007-2014, 2015-2019, 2024-.... |
| UD Las Palmas             | Las Palmas de Gran Canaria | 34  | 1950-1951, 1952-1954, 1960-1964, 1983-1985, 1988-1992, 1996-2000, 2002-2004, 2006-2015, 2018-2023, 2025-....                                                                                         |
| UD Salamanca              | Salamanca                  | 33  | 1939-1943, 1945-1946, 1949-1954, 1960-1964, 1969-1970, 1973-1974, 1981-1982, 1984-1985, 1988-1991, 1994-1995, 1996-1997, 1999-2005, 2006-2011                                                        |
| Real Madrid Castilla      | Madrid                     | 33  | 1949-1953, 1955-1956, 1957-1963, 1978-1990, 1991-1997, 2005-2007, 2012-2014 |
| Celta de Vigo             | Vigo                       | 32  | 1928-1929, 1931-1936, 1944-1945, 1959-1969, 1975-1976, 1977-1978, 1979-1980, 1981-1982, 1983-1985, 1986-1987, 1990-1992, 2004-2005, 2007-2012                                                        |
| SD Eibar                  | Eibar                      | 31  | 1953-1958, 1988-2006, 2007-2009, 2013-2014, 2021-.... |
| CD Málaga                 | Málaga                     | 31  | 1934-1936, 1939-1943, 1946-1949, 1951-1952, 1953-1954, 1955-1959, 1960-1962, 1963-1965, 1966-1967, 1969-1970, 1975-1976, 1977-1979, 1980-1982, 1985-1988, 1990-1992                                  |
| Barakaldo CF              | Barakaldo                  | 30  | 1934-1936, 1939-1945, 1946-1957, 1958-1961, 1964-1966, 1972-1975, 1977-1979, 1980-1981 |
| Real Zaragoza             | Zaragoza                   | 29  | 1934-1936, 1941-1942, 1943-1947, 1949-1951, 1953-1956, 1971-1972, 1977-1978, 2002-2003, 2008-2009, 2013-....                                                                                         |
| Albacete Balompié         | Albacete                   | 28  | 1949-1951, 1961-1962, 1985-1986, 1990-1991, 1996-2003, 2005-2011, 2014-2016, 2017-2021, 2022-.... |
| Real Betis                | Sevilla                    | 28  | 1928-1932, 1940-1942, 1943-1947, 1954-1958, 1966-1967, 1968-1971, 1973-1974, 1978-1979, 1989-1990, 1991-1994, 2000-2001, 2009-2011, 2014-2015                                                        |
| Xerez CD                  | Jerez de la Frontera       | 25  | 1953-1958, 1967-1968, 1971-1972, 1982-1983, 1986-1991, 1997-1998, 2001-2009, 2010-2013 |
| UE Lleida                 | Lleida                     | 24  | 1949-1950, 1951-1957, 1965-1968, 1987-1989, 1990-1993, 1994-2001, 2004-2006 |
| Girona FC                 | Girona                     | 24  | 1934-1936, 1939-1943, 1948-1951, 1956-1959, 2008-2017, 2019-2022 |
| Burgos CF                 | Burgos                     | 23  | 1952-1953, 1956-1957, 1961-1971, 1973-1976, 1980-1982, 2001-2002, 2021-.... |
| FC Barcelona B            | Barcelona                  | 23  | 1974-1977, 1982-1989, 1991-1997, 1998-1999, 2010-2015, 2017-2018 |
| Gimnàstic Tarragona       | Tarragona                  | 22  | 1945-1947, 1950-1953, 1972-1976, 1979-1980, 2001-2002, 2004-2006, 2007-2012, 2015-2019 |
| Valencia CF Mestalla      | Valencia                   | 21  | 1947-1954, 1955-1957, 1959-1969, 1971-1973 |
| CD Numancia               | Soria                      | 21  | 1949-1951, 1997-1999, 2001-2004, 2005-2008, 2009-2020 |
| CD Badajoz                | Badajoz                    | 20  | 1953-1960, 1965-1966, 1967-1968, 1992-2003 |
| CD Leganés                | Leganés                    | 18  | 1993-2004, 2014-2016, 2020-2024, 2025-.... |
| CD Logroñés               | Logroño                    | 18  | 1950-1957, 1966-1967, 1970-1973, 1984-1987, 1995-1996, 1997-2000 |
| Sestao Sport Club         | Sestao                     | 17  | 1939-1940, 1954-1961, 1985-1993, 1995-1996 |
| Cultural Leonesa          | León                       | 16  | 1929-1930, 1942-1945, 1953-1955, 1956-1958, 1959-1962, 1971-1973, 1974-1975, 2017-2018, 2025-.... |
| UD Almeria                | Almería                    | 16  | 2002-2007, 2011-2013, 2015-2022, 2024-.... |
| Real Jaén                 | Jaén                       | 16  | 1952-1953, 1954-1956, 1958-1963, 1976-1979, 1997-1998, 2000-2002, 2013-2014 |
| Terrassa FC               | Terrassa                   | 15  | 1942-1943, 1954-1961, 1975-1979, 2002-2005 |
| Real Sociedad             | San Sebastian              | 15  | 1939-1941, 1942-1943, 1944-1947, 1948-1949, 1962-1967, 2007-2010 |
| SD Huesca                 | Huesca                     | 14  | 2008-2013, 2015-2018, 2019-2020, 2021-.... |
| CF Badalona               | Badalona                   | 14  | 1934-1936, 1939-1941, 1947-1952, 1963-1968 |
| Athletic Bilbao B         | Bilbao                     | 14  | 1969-1970, 1983-1988, 1989-1996, 2015-2016 |
| SD Indautxu               | Bilbao                     | 13  | 1955-1967, 1968-1969 |
| Real Avilés               | Avilés                     | 13  | 1934-1936, 1939-1941, 1952-1955, 1956-1960, 1990-1992 |
| CD Ourense                | Ourense                    | 13  | 1959-1965, 1969-1970, 1973-1975, 1994-1995, 1996-1999 |
| Sevilla FC                | Sevilla                    | 13  | 1928-1934, 1968-1969, 1972-1975, 1997-1999, 2000-2001 |
| CF Extremadura            | Almendralejo               | 13  | 1954-1961, 1994-1996, 1997-1998, 1999-2002 |
| AD Alcorcón               | Alcorcón                   | 13  | 2010-2022,2023-2024 |
| CD Mirandés               | Miranda de Ebro            | 12  | 2012-2017, 2019-.... |
| CD Alcoyano               | Alcoy                      | 12  | 1942-1945, 1946-1947, 1949-1950, 1951-1954, 1957-1958, 1967-1969, 2011-2012 |
| CD Lugo                   | Lugo                       | 12  | 1992-1993, 2012-2023 |
| Atlético Ceuta            | Ceuta                      | 11  | 1956-1962, 1963-1968 |
| CD Constancia             | Inca                       | 11  | 1939-1940, 1941-1945, 1962-1968 |
| UE Sant Andreu            | Barcelona                  | 11  | 1950-1953, 1969-1977 |
| UD Puertollano            | Puertollano                | 11  | 1964-1971, 1975-1978, 1984-1985 |
| Atlético Madrid B         | Madrid                     | 11  | 1980-1986, 1989-1990, 1996-2000 |
| Málaga CF                 | Málaga                     | 10  | 1998-1999, 2006-2008, 2018-2023, 2024-.... |
| CD San Fernando           | San Fernando               | 10  | 1954-1964 |
| CD Condal                 | Barcelona                  | 10  | 1952-1956, 1957-1961, 1965-1967 |
| Villarreal CF             | Vila-real                  | 10  | 1970-1972, 1992-1998, 1999-2000 |
| Real Unión                | Irun                       | 10  | 1932-1936, 1939-1942, 1958-1959, 1964-1965, 2009-2010 |
| SD Ponferradina           | Ponferrada                 | 10  | 2006-2007, 2010-2011, 2012-2016, 2019-2023 |
| RCD Córdoba               | Córdoba                    | 9   | 1939-1941, 1945-1948, 1949-1953 |
| Algeciras CF              | Algeciras                  | 9   | 1956-1957, 1963-1967, 1978-1980, 1983-1984, 2003-2004 |
| Pontevedra CF             | Pontevedra                 | 9   | 1960-1963, 1964-1965, 1970-1973, 1976-1977, 2004-2005 |
| Xerez FC                  | Jerez de la Frontera       | 8   | 1935-1936, 1939-1946 |
| Gimnástica de Torrelavega | Torrelavega                | 8   | 1939-1940, 1939-1954, 1966-1968 |
| UP Langreo                | Langreo                    | 8   | 1962-1968, 1970-1972 |
| Cartagena FC              | Cartagena                  | 8   | 1961-1963, 1982-1988 |
| FC Cartagena              | Cartagena                  | 8   | 2009-2012, 2020-2025 |
| SD Ceuta                  | Ceuta                      | 7   | 1939-1940, 1941-1946, 1950-1951 |
| Caudal Deportivo          | Mieres                     | 7   | 1951-1958 |
| Cartagena CF              | Cartagena                  | 7   | 1928-1929, 1939-1942, 1959-1962 |
| UE Figueres               | Figueres                   | 7   | 1986-1993 |
| CP Mérida                 | Mérida                     | 7   | 1991-1995, 1994-1995, 1996-1997, 1999-2000 |
| CD Toledo                 | Toledo                     | 7   | 1993-2000 |
| SD Compostela             | Santiago de Compostella    | 7   | 1991-1994, 1998-2001, 2002-2003 |
| Polideportivo Ejido       | El Ejido                   | 7   | 2001-2008 |
| Getafe CF                 | Getafe                     | 7   | 1994-1996, 1999-2001, 2002-2004, 2016-2017 |
| CD Eldense                | Elda                       | 7   | 1956-1959, 1962-1964, 2023-2025 |
| Arenas Club de Getxo      | Getxo                      | 6   | 1935-1936, 1939-1944 |
| Real Balompédica Linense  | La Línea de la Concepción  | 6   | 1949-1955 |
| Atletico Tetuán           | Tétouan                    | 6   | 1949-1951, 1952-1956 |
| CD Baskonia               | Basauri                    | 6   | 1957-1963 |
| Getafe Deportivo          | Getafe                     | 6   | 1976-1982 |
| Palamós CF                | Palamós                    | 6   | 1989-1995 |
| Atlético Madrid           | Madrid                     | 6   | 1930-1934, 2000-2002 |
| RCD Espanyol              | Barcelona                  | 6   | 1962-1963, 1969-1970, 1989-1990, 1993-1994, 2020-2021, 2023-2024 |
| CP La Felguera            | Langreo                    | 5   | 1953-1958 |
| CE Europa                 | Barcelona                  | 5   | 1931-1932, 1963-1968 |
| Ontinyent CF              | Ontinyent                  | 5   | 1963-1965, 1968-1971 |
| Linares CF                | Linares                    | 5   | 1973-1974, 1980-1984 |
| Granada 74 CF             | Granada                    | 5   | 2003-2008 |
| Sevilla Atlético          | Sevilla                    | 5   | 1962-1963, 2007-2009, 2016-2018 |
| Villarreal B              | Vila-real                  | 5   | 2009-2012, 2022-2024 |
| UD Melilla                | Melilla                    | 4   | 1950-1954 |
| Alicante CF               | Alicante                   | 4   | 1939-1940, 1951-1952, 1956-1958 |
| CD Atlético Baleares      | Palma                      | 4   | 1951-1953, 1961-1963 |
| Melilla CF                | Melilla                    | 4   | 1962-1966 |
| Palencia CF               | Palencia                   | 4   | 1979-1981, 1982-1984 |
| Valencia CF               | Valencia                   | 4   | 1928-1931, 1986-1987 |
| Real Burgos CF            | Burgos                     | 4   | 1987-1990, 1993-1994 |
| CA Marbella               | Marbella                   | 4   | 1992-1996 |
| Real Sociedad B           | San Sebastian              | 4   | 1960-1962, 2021-2022, 2025-.... |
| FC Andorra                | Andorra la Vella           | 3   | 2022-2024, 2025-.... |
| Iberia SC                 | Zaragoza                   | 3   | 1928-1931 |
| AD Ferroviaria            | Madrid                     | 3   | 1939-1940, 1941-1943 |
| Gimnástica Lucense        | Lugo                       | 3   | 1949-1952 |
| UD Orensana               | Ourense                    | 3   | 1949-1952 |
| UD Huesca                 | Huesca                     | 3   | 1950-1953 |
| UD España de Tánger       | Tanger                     | 3   | 1953-1956 |
| CE L'Hospitalet           | L'Hospitalet de Llobregat  | 3   | 1963-1966 |
| Málaga CF B               | Málaga                     | 3   | 2003-2006 |
| CF Reus Deportiu          | Reus                       | 3   | 2016-2019 |
| CF Fuenlabrada            | Fuenlabrada                | 3   | 2019-2022 |
| Gimnástico FC             | Valencia                   | 2   | 1934-1936 |
| CE Júpiter                | Barcelona                  | 2   | 1934-1936 |
| Levante FC                | Valencia                   | 2   | 1934-1936 |
| CD Nacional de Madrid     | Madrid                     | 2   | 1934-1936 |
| SD Erandio Club           | Erandio                    | 2   | 1939-1940, 1949-1950 |
| Atlético Almeria          | Almería                    | 2   | 1958-1960 |
| CD Abarán                 | Abarán                     | 2   | 1963-1965 |
| Elche CF Ilicitano        | Elche                      | 2   | 1968-1970 |
| AD Almeria                | Almería                    | 2   | 1978-1979, 1981-1982 |
| Orihuela CF               | Orihuela                   | 2   | 1952-1953, 1990-1991 |
| Almeria CF                | Almería                    | 2   | 1995-1997 |
| Écija Balompié            | Écija                      | 2   | 1995-1997 |
| Lorca Deportiva CF        | Lorca                      | 2   | 2005-2007 |
| CD Guadalajara            | Guadalajara                | 2   | 2011-2013 |
| UE Llagostera             | Llagostera                 | 2   | 2014-2016 |
| Extremadura UD            | Almendralejo               | 2   | 2018-2020 |
| UD Ibiza                  | Ibiza-stad                 | 2   | 2021-2023 |
| SD Amorebieta             | Amorebieta-Etxano          | 2   | 2021-2022, 2023-2024 |
| CD Logroño                | Logroño                    | 1   | 1934-1935 |
| Racing Club Madrid        | Madrid                     | 1   | 1928-1929 |
| Sporting Club la Plana    | Valencia                   | 1   | 1934-1935 |
| Unión Sporting Vigo       | Vigo                       | 1   | 1935-1936 |
| Burjassot CF              | Burjassot                  | 1   | 1939-1940 |
| Imperio CF                | Madrid                     | 1   | 1939-1940 |
| EC Granollers             | Granollers                 | 1   | 1939-1940 |
| Real Murcia Imperial      | Murcia                     | 1   | 1939-1940 |
| RD Oriamendi              | San Sebastian              | 1   | 1939-1940 |
| EHA Tánger                | Tanger                     | 1   | 1939-1940 |
| RSG Torrelavega           | Torrelavega                | 1   | 1939-1940 |
| Arosa SC                  | Vilagarcía de Arousa       | 1   | 1949-1950 |
| CP Cacereño               | Cáceres                    | 1   | 1952-1953 |
| SD Escoriaza              | Eskoriatza                 | 1   | 1953-1954 |
| CD Juvenil Coruña         | A Coruña                   | 1   | 1954-1955 |
| Puente Genil CF           | Puente Genil               | 1   | 1956-1957 |
| CP Villarrobledo          | Villarrobledo              | 1   | 1961-1962 |
| Jerez Industrial CF       | Jerez de la Frontera       | 1   | 1968-1969 |
| CD Colonia Moscardó       | Madrid                     | 1   | 1970-1971 |
| AgD Ceuta                 | Ceuta                      | 1   | 1980-1981 |
| CF Lorca Deportiva        | Lorca                      | 1   | 1984-1985 |
| Deportivo Aragón          | Zaragoza                   | 1   | 1985-1986 |
| CFJ Mollerussa            | Mollerussa                 | 1   | 1988-1989 |
| UD Alzira                 | Alzira                     | 1   | 1988-1989 |
| RCD Mallorca B            | Palma                      | 1   | 1998-1999 |
| Universidad de Las Palmas | Las Palmas de Gran Canaria | 1   | 2000-2001 |
| UD Vecindario             | Santa Lucía de Tirajana    | 1   | 2006-2007 |
| UCAM Murcia CF            | Murcia                     | 1   | 2016-2017 |
| Lorca FC                  | Lorca                      | 1   | 2017-2018 |
| Rayo Majadahonda          | Majadahonda                | 1   | 2018-2019 |
| UD Logroñés               | Logroño                    | 1   | 2020-2021 |
| AD Ceuta FC               | Ceuta                      | 1   | 2025-.... |

## Recente topscorers
- 1985/86: Pedro Alcañiz Martínez (CD Castellón) - 23 doelpunten
- 1986/87: Baltazar Maria de Morais Júnior (Celta de Vigo) - 34 doelpunten
- 1987/88: Carlos Antonio Muñoz Cobo (Racing Oviedo) - 25 doelpunten
- 1988/89: Quique Estebaranz (Racing Santander) - 23 doelpunten
- 1989/90: Pepe Mel (Real Betis) - 22 doelpunten
- 1990/91: Comas (Real Murcia) - 23 doelpunten
- 1991/92: Vladimir Gudelj (Celta de Vigo) - 27 doelpunten
- 1992/93: Daniel Toribio Aquino (UD Mérida) - 19 doelpunten
- 1993/94: Daniel Toribio Aquino (Real Betis) - 26 doelpunten
- 1994/95: Puche (Palamós CF) - 21 doelpunten
- 1995/96: Manel (CD Logroñés) - 27 doelpunten
- 1996/97: Pedro Pauleta (UD Salamanca) - 19 doelpunten
- 1997/98: Igor Gluščević (CF Extremadura) - 24 doelpunten
- 1998/99: Henrique Catanha (Málaga CF) - 26 doelpunten
- 1999/00: Paco Salillas ( UD Levante) - 20 doelpunten
- 2000/01: Salva (Atlético Madrid) - 21 doelpunten
- 2001/02: Diego Alonso (Atlético Madrid) - 22 doelpunten
- 2002/03: Jesús Perera (Albacete) - 22 doelpunten
- 2003/04: Rubén Castro (UD Las Palmas) - 22 doelpunten
- 2004/05: Mario Bermejo (Racing de Ferrol) - 25 doelpunten
- 2005/06: Ikechukwu Uche (Recreativo Huelva) - 20 doelpunten
- 2006/07: Marcos Márquez (UD Las Palmas) - 21 doelpunten
- 2007/08: Yordi (CD Xerez) - 20 doelpunten
- 2008/09: Nino (CD Tenerife) - 29 doelpunten
- 2009/10: Jorge Molina (Elche CF) - 22 doelpunten
- 2010/11: Jonathan Soriano (FC Barcelona B) - 32 doelpunten
- 2011/12: Leonardo Ulloa (UD Almería) - 28 doelpunten
- 2012/13: Charles Dias de Oliveira (UD Almería) - 27 doelpunten
- 2013/14: Borja Viguera (Deportivo Alavés) - 25 doelpunten
- 2014/15: Rubén Castro (Real Betis) - 32 doelpunten
- 2015/16: Sergio Léon (Elche CF) - 22 doelpunten
- 2016/17: Joselu (CD Lugo) - 23 doelpunten
- 2017/18: Mata (Real Valladolid) - 33 doelpunten
- 2018/19: Álvaro Giménez (UD Almeria) - 20 doelpunten
- 2019/20: Cristhian Stuani (Girona FC) - 31 doelpunten
- 2020/21: Raúl de Tomás (RCD Espanyol) - 23 doelpunten
- 2021/22: Cristhian Stuani (Girona FC) en Borja Bastón (Real Oviedo) - 22 doelpunten
- 2022/23: Myrto Uzuni (Granada CF) - 22 doelpunten
- 2023/24: Martin Braithwaite (RCD Espanyol) - 22 doelpunten
- 2024/25: Luis Suárez (UD Almeria) - 27 doelpunten